# OSIRIS-REx
OSIRIS-REx — американская автоматическая межпланетная станция (АМС), предназначенная для доставки образцов грунта с астероида (101955) Бенну на Землю и исследования астероида (99942) Апофис. Во второй фазе миссии АМС получила новое название OSIRIS-APEX. 
Это третья миссия в рамках программы НАСА New Frontiers («Новые рубежи»), она была выбрана на конкурсной основе, победив в финале миссии MoonRise по доставке вещества из Бассейна Южного полюса — Эйткена на Луне и SAGE (англ. Surface and Atmosphere Geochemical Explorer) — посадочный аппарат для исследования поверхности Венеры.
Станция была запущена 8 сентября 2016 года и достигла астероида Бенну 31 декабря 2018 года. 
Забор грунта состоялся 20 октября 2020 года, а возвращение капсулы с образцами на Землю — 24 сентября 2023 года. Прибытие к астероиду Апофис ожидается в апреле 2029 года.
Стоимость миссии составила около 1 миллиарда долларов: 800 миллионов долларов без стоимости ракеты-носителя Atlas V, запуск которой обошёлся в 183,5 млн долл..

## Название
Название первой фазы миссии OSIRIS-REx, являлось акронимом Origins Spectral Interpretation Resource Identification Security Regolith Explorer (примерный перевод: аппарат-исследователь для безопасного нахождения, спектрального анализа реголита как исходного вещества и интерпретации результатов) и одновременно отсылает к древнеегипетскому богу Осирису (и Бенну, символу его возрождения).
Название второй фазы миссии OSIRIS-APEX также является акронимом Origins, Spectral Interpretation, Resource Identification, and Security-APophis EXplorer и отсылает к персонажу древнеегипетской мифологии Апофису, а также к одноимённому астероиду (99942) Апофис.

## Ход миссии
После запуска, который состоялся 8 сентября 2016 года в 23:05 UTC при помощи ракеты-носителя «Атлас V», космический аппарат два года летел до астероида 1999 RQ36. Далее в планах работы был выход аппарата на низкую орбиту высотой всего три мили (4,8 километра) над поверхностью астероида и картографирование его поверхности в течение 505 дней.
Результаты картографирования использованы командой миссии для выбора места отбора проб вещества астероида. Отбор проб выполнен без посадки на астероид, с помощью длинного манипулятора, отдалённо напоминающего тренажёр «Кузнечик» ("pogo-stick") .
Выбор этого астероида обусловлен, с одной стороны, тем, что он достаточно близок к Земле (так как принадлежит к группе Аполлонов), а с другой стороны относится к классу В, что позволит получить углеродистое вещество, которое осталось на этом астероиде ещё со времён образования Солнечной системы.
После забора реголита проба была помещена в капсулу, аналогичную применённой в АМС «Стардаст», и отправлена на Землю.
11 февраля 2017 года камерой MapCam АМС OSIRIS-REx был сфотографирован астероид (12) Виктория.
С 17 августа по 1 октября 2018 года камерой PolyCam сделано двадцать 4-секундных снимков по мере уменьшения расстояния до астероида Бенну с 2,2 млн км до 192 тыс. км.
31 декабря 2018 года аппарат прибыл к астероиду Бенну и вышел на круговую орбиту вокруг него. Таким образом Бенну стал наименьшим небесным телом, вокруг которого обращается космический аппарат.
20 октября 2020 в 22:13 UTC был произведён успешный контакт с забором образцов с Бенну. По предварительным оценкам было собрано значительно больше чем 60 г реголита. Последующее фотографирование блока забора образцов обнаружило, что собранные осколки медленно высыпаются — предположительно через щель крышки, которую расклинили крупные осколки. Для прекращения потери образцов было решено не выполнять повороты «Осириса», запланированные для определения массы забранного материала, а упаковать блок забора в капсулу, что прекратит потерю материала.
7 апреля 2021 года перед тем как отправиться обратно на Землю зонд OSIRIS-REx совершил последнее сближение с астероидом (101955) Бенну и попытался найти 5 кратеров: один, созданный механизмом отбора проб, и четыре, образовавшихся от работы двигателей космического корабля, которые включались, чтобы замедлить спуск космического корабля, а затем увести его от поверхности.  Зонд сфотографировал точку, в которой в октябре прошлого года OSIRIS-REx совершил посадку и собрал образцы материи астероида. Ученые надеются, что новые снимки места посадки помогут исследовать структуру и свойства глубинных слоев материи астероида. 
10 мая 2021 года OSIRIS-REx покинул окрестности астероида и направился к Земле с собранными образцами на борту.
24 сентября 2023 года состоялось возвращение грунта, собранного на астероиде Бенну, на Землю. Пролетая мимо Земли, зонд сбросил капсулу с высоты примерно 102 тысяч километров, которая затем, после вхождения в атмосферу, приземлилась с помощью парашютной системы. Возвращаемая капсула с образцами совершила мягкую посадку на военном полигоне в пустыне в штате Юта в 122 километрах от города Солт-Лейк-Сити. 27 сентября учёные NASA вскрыли капсулу и обнаружили во внешнем блоке капсулы чёрные пылевые частицы, которые были отправлены в лабораторию для дальнейшего анализа. Первый этап исследований грунта займет около двух недель, о его основных результатах NASA планирует сообщить журналистам 11 октября, на специальной пресс-конференции.
Аппарат OSIRIS-REx продолжает свой путь к астероиду Апофис для его изучения. Новая фаза миссии по исследованию астероида Апофис получила название OSIRIS-APEX. Прибытие к астероиду Апофис ожидается в апреле 2029 года.

## Траектория полёта
Траектория полёта миссии OSIRIS-REx
Траектория полёта миссии OSIRIS-APEX

## Научное оборудование

### OCAMS
Блок камер (OSIRIS-REx Camera Suite, OCAMS) состоит из трёх камер:
- PolyCam, предназначенной для съёмок с дальнего расстояния, а также для детальной съёмки поверхности астероида при более тесном сближении.
- MapCam, которая снимет поверхность астероида в четырёх спектральных диапазонах. Её данные будут использованы при построении трёхмерной модели астероида. Также она будет снимать выбранный район сбора проб в высоком разрешении.
- SamCam, которая будет непрерывно снимать процесс забора проб.

### OLA
OSIRIS-REx Laser Altimeter (OLA) — блок лазерных дальномеров для построения топографического плана поверхности астероида и съёмки профиля мест отбора проб. Кроме того, данные, полученные с блока лидаров, будут использованы для решения навигационных задач и при построении карты гравитационного поля астероида.

### OVIRS
OSIRIS-REx Visible and IR Spectrometer (OVIRS) — спектрометр, который будет использоваться для построения карты расположения неорганических и органических веществ на поверхности астероида. Карта всей поверхности астероида будет обладать разрешением порядка двадцати метров, а карта областей, из которых будут брать пробы, — от 0,8 до 2 метров.

### OTES
OSIRIS-REx Thermal Emission Spectrometer (OTES) — спектрометр, работающий в дальней ИК-области спектра (4—50 мкм). Основной задачей этого прибора будет построение карты температур и минерального состава поверхности астероида, а также создание подробной карты расположения различных минералов в месте забора проб.

### REXIS
Regolith X-ray Imaging Spectrometer (REXIS) — рентгеновский спектрометр, который предназначен для дистанционного изучения состава реголита поверхности астероида.
REXIS — это рентгеновский телескоп с кодирующей маской, работающий в диапазоне мягкого рентгеновского излучения (0,3—7,5 КэВ). Работа прибора основана на том, что рентгеновские лучи, испускаемые Солнцем, попадают на поверхность астероида и частично переизлучаются. Прибор улавливает это излучение и по длине волны определяет, что за вещество находится под прибором. В результате работы прибора будет построена карта химического состава поверхности с разрешением до 4 метров.

### TAGSAM
Touch-And-Go Sample Acquisition Mechanism (TAGSAM) — система забора проб реголита с поверхности астероида. Состоит из, собственно, блока забора проб и раскладного манипулятора длиной 3,35 м, который позволит установить пробоотборник на поверхность астероида без посадки туда аппарата. Для облегчения процесса сбора проб реголит будет переноситься в ловушку при помощи сжатого азота, запас которого находится на спутнике. Весь процесс будет документироваться одной из трёх бортовых камер. По окончании забора весь собранный материал будет перемещён в возвращаемый аппарат и отправлен к Земле. Планируется, что вес образцов составит от 60 грамм до двух килограммов.

## Галерея

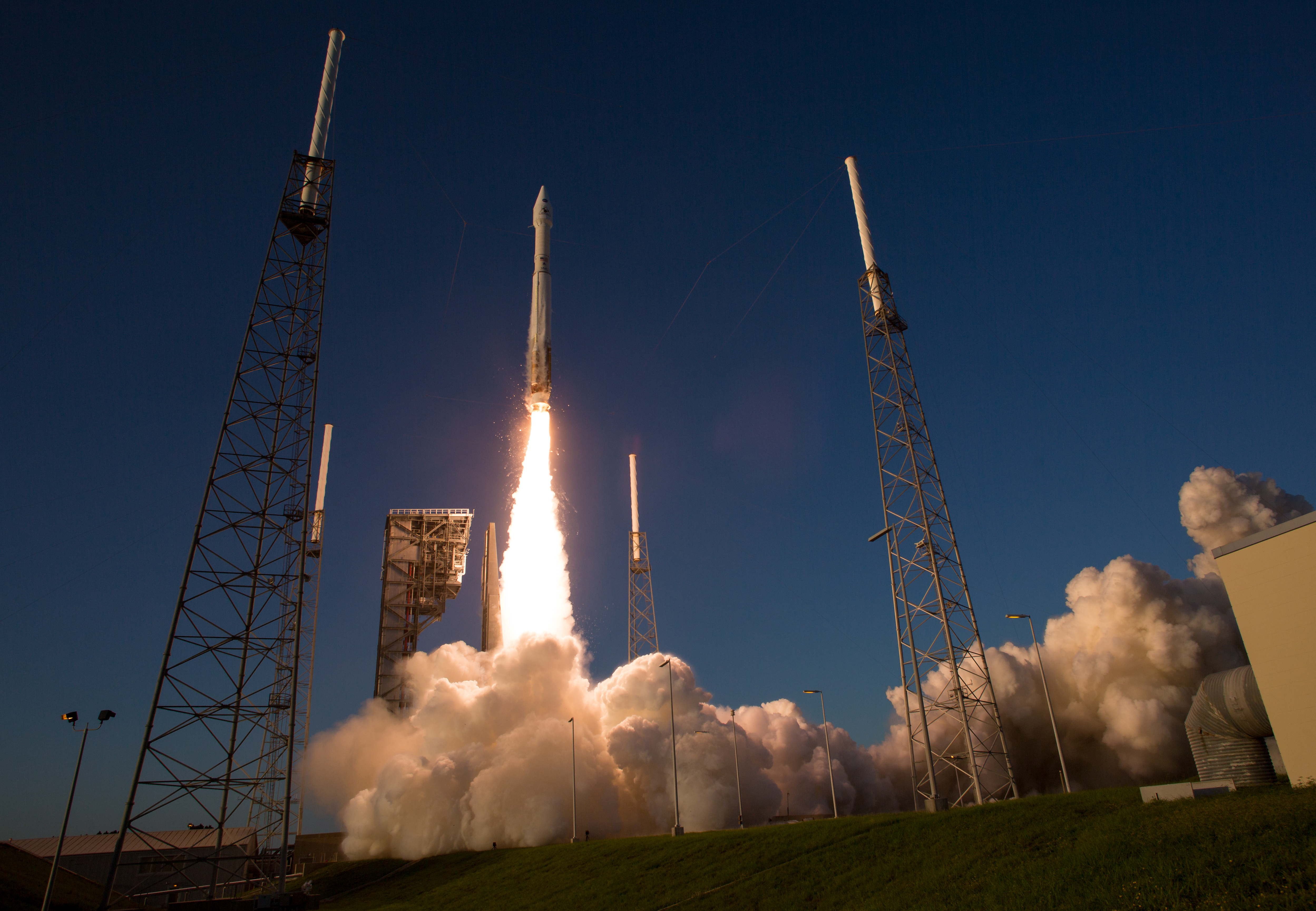
Старт 8 сентября 2016 года
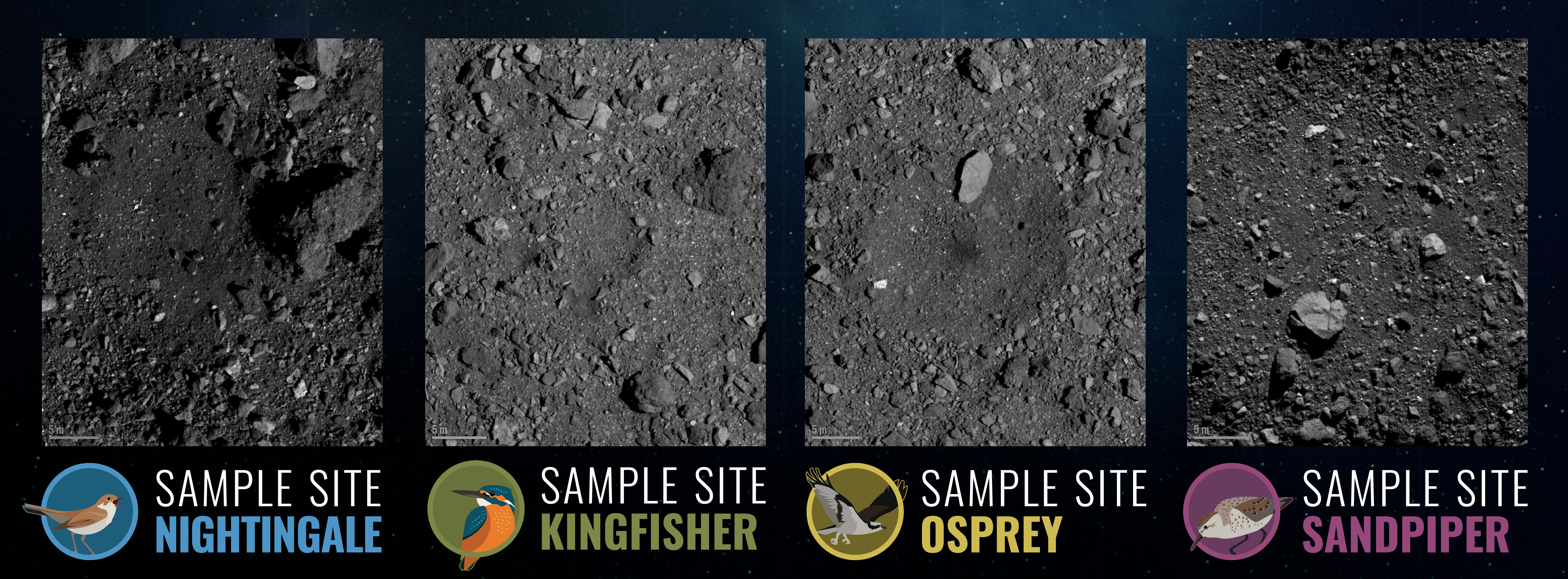
Четыре кандидата на место посадки. 12 декабря 2019 из них был выбран первый: Найтингейл.
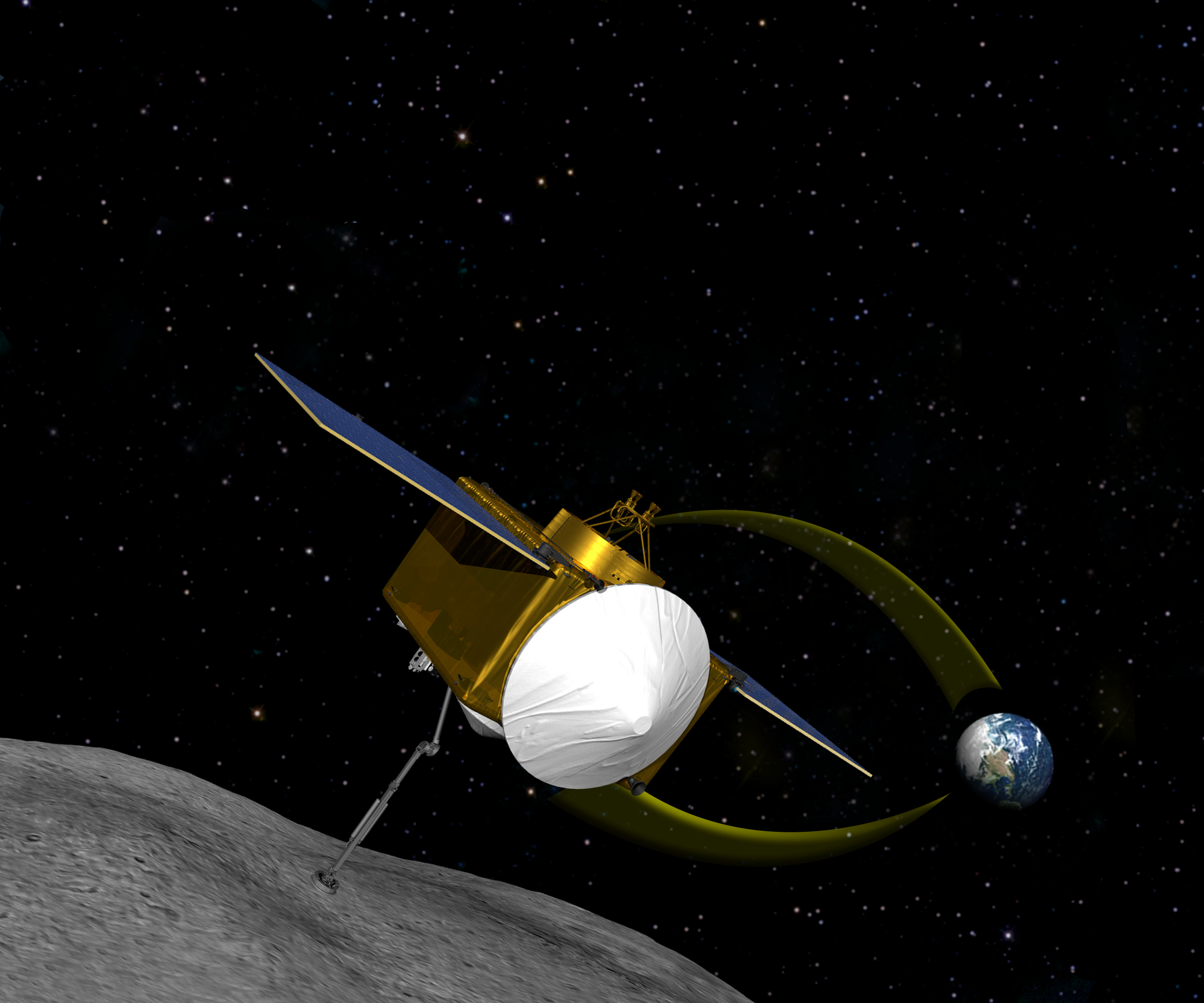
Рисунок сбора образцов с астероида Бенну
- Видео сбора образцов
Возвращаемая капсула после посадки 24 сентября 2023 года